# Heinz-Joachim Neubürger

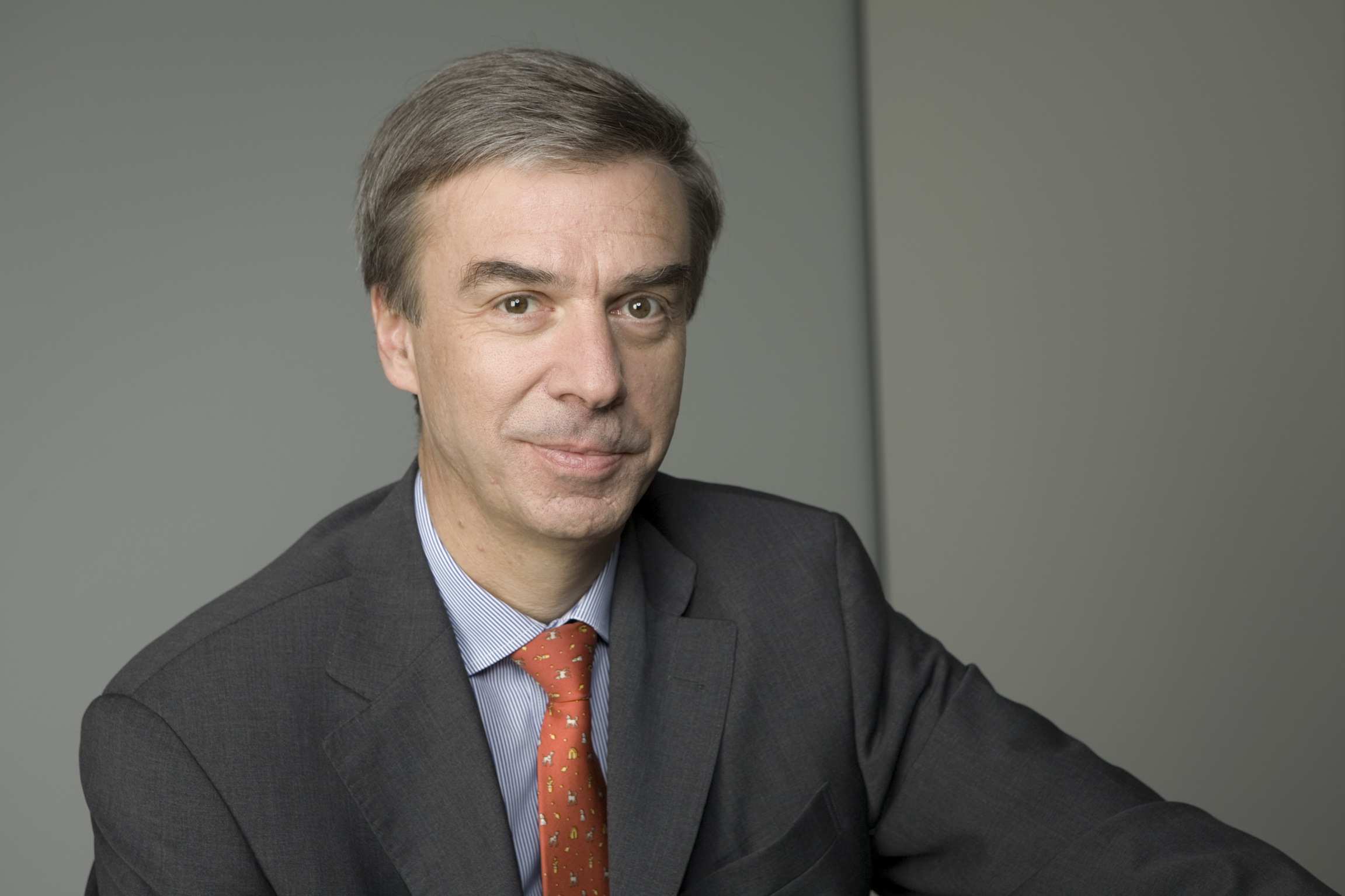
Heinz-Joachim Neubürger

Heinz-Joachim Neubürger (* 11. Januar 1953 in Marl; † 5. Februar 2015 in München) war ein deutscher Manager. Von 1998 bis 2006 war er Finanzvorstand der Siemens AG.

## Leben
Neubürger machte nach dem Abitur eine Ausbildung zum Exportkaufmann, gefolgt von einem Master of Business Administration an der französischen Universität Insead. Neubürger arbeitete von 1979 bis 1989 für die Investmentbank JP Morgan in den Bereichen Export- und Projektfinanzierung und Corporate Finance unter anderem in Tokio. 1989 wechselte er zu Siemens zuerst als Leiter Investor Relations, anschließend leitete er die globale Treasury, bevor er die Position des Finanzvorstandes für Siemens Indien übernahm. 1998 wurde er in den Zentralvorstand von Siemens als Leiter der Zentralabteilung Finanzen berufen. In seine Verantwortung fielen der Börsengang von Infineon, die Internationalisierung der Rechnungslegung und das Listing der Siemens AG an der New York Stock Exchange. Anfang 2006 schied Neubürger, der zeitweise auch schon als möglicher Nachfolger von Heinrich von Pierer für den Vorstandsvorsitz gehandelt worden war, bei Siemens aus. Sein Nachfolger als Finanzvorstand wurde Joe Kaeser.
Im November 2006 wurden bei Siemens illegale Geschäftspraktiken im ausländischen Rechtsverkehr bekannt, die sich zu einem der größten Korruptionsskandale der deutschen Wirtschaftsgeschichte entwickelten, in dessen Folge der Vorstandsvorsitzende Klaus Kleinfeld und der Aufsichtsratsvorsitzende Heinrich von Pierer das Unternehmen 2007 verließen.
2008 erhob das Unternehmen Schadensersatzansprüche gegen elf Vorstandsmitglieder wegen Verletzung von Organisations- und Aufsichtspflichten. Mit neun ehemaligen Organmitgliedern wurde im Dezember 2009 ein Vergleich geschlossen, mit einem weiteren Mitglied im Dezember 2012. Da es mit Neubürger im Vorfeld der Hauptversammlung vom Januar 2010 nicht zu einem Vergleich kam, erhob Siemens im Januar 2010 vor dem Landgericht München I Klage auf Zahlung von Schadensersatz in Höhe von 15 Millionen Euro. Strafrechtliche Ermittlungen gegen Neubürger wurden 2011 von der Staatsanwaltschaft München nach Zahlung einer Spende von 400.000 Euro an gemeinnützige Einrichtungen eingestellt. Im Herbst 2013 legte das Gericht den Parteien den Abschluss eines Vergleichs zu einem Betrag von 900.000 Euro nahe. Dieser Vorschlag wurde von Siemens nicht akzeptiert. Daraufhin gab das Landgericht im Dezember 2013 der Klage gegen Neubürger aufgrund der rechtlichen Gesamtverantwortung jedes Vorstandsmitglieds statt. Juristische Literatur bewertete das Urteil als Präzedenzfall und „Landmark Decision“.
2014 erzielten Siemens und Neubürger einen Vergleich über eine Zahlung von 2,5 Millionen Euro. In der Begründung für den Vergleichsvorschlag gegenüber den Aktionären würdigte der Aufsichtsrat „die unbestrittenen Verdienste von Herrn Neubürger für die Siemens AG“. Die Hauptversammlung stimmte dem Vergleich am 27. Januar 2015 zu. In seiner Rede zur Siemens-Hauptversammlung am 3. Februar 2021 würdigte der scheidende Vorstandsvorsitzende Joe Kaeser Neubürger mit den Worten „Und ich möchte an dieser Stelle auch einer Person gedenken: Heinz-Joachim Neubürger. Er hat nach Aktenlage der Untersuchungen im damaligen Zentralvorstand am stärksten auf die Einhaltung der Compliance-Regeln und auf das Umsteuern von den Praktiken vergangener Zeiten gedrängt. Er versuchte, das Unheil abzuwenden, und hat am Ende den höchsten Preis bezahlt. Mit seinem Leben.“
Neubürger war in der Zeit von 2007 bis 2009 für Kohlberg Kravis Roberts & Co. tätig, und für kurze Zeit war er Aufsichtsratsvorsitzender bei Koenig & Bauer. Bis zum Zeitpunkt seines Todes war Neubürger Mitglied des Aufsichtsrats, des Strategie- und des Finanz- und Prüfungsausschusses der Deutschen Börse sowie Mitglied des Kuratoriums der Stiftung Demoskopie Allensbach.
Zuvor war Neubürger Mitglied im Aufsichtsrat der BMW AG, ProSiebenSat 1 Media AG, Allianz Lebensversicherungs-AG und Infineon Technologies AG. Zu seinen internationalen Mandaten gehörten Merrill Lynch & Co, New York, und Gruppo Banca Leonardo S.p.A., Mailand.
Von 2005 bis 2010 war Neubürger Vorstandsvorsitzender des Deutschen Rechnungslegungs Standards Committees (DRSC). Er war Gründungsmitglied des Berlin Center of Corporate Governance (BCCG).
Am 5. Februar 2015 beging Neubürger Suizid.